# Карсон (Северна Дакота)
Карсон (енгл. Carson) град је у америчкој савезној држави Северна Дакота.

## Демографија
По попису из 2010. године број становника је 293, што је 26 (-8,2%) становника мање него 2000. године.
| Група             | 2000.       | 2010.       |
| Белци             | 309 (96,9%) | 289 (98,6%) |
| Афроамериканци    | 0 (0,0%)    | 0 (0,0%)    |
| Азијати           | 0 (0,0%)    | 0 (0,0%)    |
| Хиспаноамериканци | 4 (1,3%)    | 2 (0,7%)    |
| Укупно            | 319         | 293         |